# Jeymmy Paola Vargas
Yeimy Paola Vargas Gómez (Cartagena de Indias, Bolívar, Colombia, 16 de junio de 1983) es una actriz, modelo y ex-reina de belleza colombiana. Fue coronada Señorita Colombia Internacional 2003 (Virreina Nacional) y posteriormente ganó los títulos de Reina Mundial del Café y Miss Internacional 2004.

## Biografía
Vargas estudió Psicología en la Universidad de San Buenaventura. Antes de participar en el Miss Colombia (concurso conocido popularmente como Señorita Colombia), fue reina de los cartageneros. Participando como candidata al Reinado de las Fiestas de Independencia de la ciudad de Cartagena de Indias (más conocido como Reinado Popular). Donde chicas de diferentes barrios de la ciudad demuestran todos sus atributos, actitudes y aptitudes para optar por este título, desde el primer momento contó con el apoyo de todo el pueblo cartagenero, fue este certamen donde demostró a toda la ciudad y a la clase alta de la misma, que tenía todas las cualidades para representar a la ciudad de Cartagena de Indias en el Concurso Nacional de Belleza de Colombia. Participó en el Concurso Nacional de Belleza de Colombia, en noviembre de 2003, como representante de la ciudad de Cartagena; resultando Virreina (Título oficial, Señorita Colombia Internacional) la que la colocó automáticamente como la delegada de Colombia en Miss Internacional, después de obtener el título de Virreina Nacional de la Belleza, el Concurso Nacional de Belleza, la designa para que compita en el Reinado Mundial del Café 2004, concurso el cual termina ganando, además del premio especial a "Mejor Traje Nacional". El certamen se celebró en Houston, Estados Unidos, y sin duda, fue una antesala y fogueo de lo que sería su excelente participación meses después en Miss Internacional, donde se convirtió en la tercera colombiana y primera mujer de raza negra en ganar el título de Miss Internacional. Fue coronada por la venezolana Goizeder Victoria Azúa Barríos. Ahora está iniciando una carrera de televisión en Bogotá.

## Filmografía

### Televisión
| Año  | Producción                   | Papel               | Notas |
| ---- | ---------------------------- | ------------------- | --- |
| 2024 | Rojo carmesí                 | Melissa Díaz        | |
| 2023 | Los medallistas              | Francy Oviedo       | |
| 2022 | Cochina envidia              | Flora               | |
| 2019 | El general Naranjo           | Dragoneante Noriega | |
| 2018 | Aníbal 'Sensación' Velásquez | Policarpa           | Nominada – Premio India Catalina a la mejor actriz de reparto de telenovela o serie                                                  |
| 2017 | Los Morales                  | Evelti Morales      | |
| 2013 | La selección                 | Clarisa Galván      | |
| 2013 | Allá te espero               | Dora                | |
| 2011 | El Joe, la leyenda           | Adela Martelo       | Nominada – Premio India Catalina a la mejor actriz de reparto de telenovela Nominada – Premio India Catalina a la revelación del año |

## Premios y nominaciones

### Premios India Catalina
| Año  | Categoría                                     | Telenovela o serie           | Resultado |
| ---- | --------------------------------------------- | ---------------------------- | --------- |
| 2019 | Mejor actriz de reparto de telenovela o serie | Aníbal 'Sensación' Velásquez | Nominada  |
| 2012 | Mejor actriz de reparto de telenovela         | El Joe, la leyenda           | Nominada  |
| 2012 | Mejor actriz/actor revelación                 | El Joe, la leyenda           | Nominada  |